# Live in Vienna
Live in Vienna es el primer álbum en vivo del dúo alemán Cluster. Fue grabado en colaboración con Joshi Farnbauer el 12 de junio de 1980 en el Wiener Festwochen Alternativ ("Festival Alternativo de Viena"). Sería originalmente lanzado ese mismo año en formato casete de edición limitada por el sello inglés YHR Tapes, aunque la versión más difundida es, probablemente, la del sello estadounidense Important Records, publicada en agosto de 2010 en formato de CD doble.
Moebius y Roedelius conocieron a Joshi Farnbauer como el esposo de una antigua novia de Roedelius. Además de escultor y diseñador, Farnbauer era músico, y tocaba en la banda alemana Limbus. En palabras de Roedelius, en el concierto en Viena Farnbauer "tocó sus esculturas sonoras hechas especialmente para este evento con diferentes metales, e instrumentos de percusión". Esta fue la única ocasión en que Cluster y Joshi Farnbauer tocaron juntos.
En cuanto a su sonido, Live in Vienna es altamente experimental y disonante, con ciertas reminiscencias del trabajo de Moebius y Roedelius con Conrad Schnitzler en Kluster, aunque con una instrumentación electrónica más actualizada. Dos excepciones a destacar son "Piano" y "Ausgang", piezas de corte más melódico. "Piano" concluye con una interpretación en directo de "Manchmal", canción que apareció originalmente en Grosses Wasser.

## Lista de canciones
| N.º | Título    | Duración |  |
| 1.  | «Service» | 32:00    |  |
| 2.  | «Kurz»    | 4:30     |  |
| 3.  | «Piano»   | 5:30     |  |
| 4.  | «Drums»   | 13:30    |  |
| 5.  | «Metalle» | 25:15    |  |
| 6.  | «Ausgang» | 6:45     |  |

## Créditos
| Músicos Cluster & Farnbauer Hans-Joachim Roedelius Dieter Moebius Joshi Farnbauer Otros Michael Jürs – percusión en "Metalle" Paul Rapnik – percusión en "Metalle" | - Grabado por Eric Spitzer-Marlyn. - Arte por Dieter Moebius. |